# Arthrogorgia utinomii
Arthrogorgia utinomii is een zachte koraalsoort uit de familie Primnoidae. De koraalsoort komt uit het geslacht Arthrogorgia. Arthrogorgia utinomii werd in 1996 voor het eerst wetenschappelijk beschreven door Bayer. 